# Socialistische Jonge Wacht
De Socialistische Jonge Wacht (SJW) (Frans: Jeunes Gardes Socialistes) is een Belgische linkse jongerenbeweging die gelieerd is aan de Socialistische Arbeiderspartij.. Historisch was SJW echter een jongerenbeweging van de Belgische Werkliedenpartij (BWP), de huidige Vooruit en PS.

## Voor de Eerste Wereldoorlog
De SJW werd opgericht rond 1886-1887 (de BWP werd opgericht in 1886). In de beginjaren was de organisatie sterk antimilitaristisch, en ze verzette zich hard tegen het principe van de dienstplicht, aan de hand van lotelingen, een systeem waar gegoede burgers die werden uitgeloot de dienstplicht konden ontlopen door minder gegoeden te betalen om in hun plaats de dienstplicht uit te voeren. Door deze acties steeg het aantal leden snel, en in 1891 werd een Nationale Federatie opgericht, met 32 lokale afdelingen, die echter elk redelijk onafhankelijk bleven werken, en vaak andere visies hadden. Het ledenaantal zou voor de Eerste Wereldoorlog echter nooit hoger bedragen dan 7000, waarvan 1000 in Vlaanderen, voornamelijk in de omgeving van Gent.
De SJW was betrokken bij het organiseren van stakingen, niet altijd tot genoegen van de leiding van de BWP, die de leden als oncontroleerbaar zag. Verschillende kopstukken van de SJW werden gearresteerd. In 1902 werd de toen 17-jarige Hendrik de Man secretaris van de Antwerpse afdeling, omdat alle andere leiders opgesloten waren na een staking voor het algemeen stemrecht.
Op 1 december 1909 werd lotelingensysteem afgeschaft en vervangen door de beperkte persoonlijke dienstplicht, waarna het inhoudelijke discours van SJW verschoof.
In 1907, op de eerste Socialistische Jeugdinternationale bleek er al een spanning te bestaan tussen de linker- en rechtervleugel, waarbij het linkse kamp pleitte voor actieve politieke strijd, en de rechtervleugel SJW eerder als een educatief instrument zag. Een aantal afdelingen richtten voor de Eerste Wereldoorlog een studiekring op, vaak met bibliotheek. Er werden voordrachten gegeven, aan lichamelijke opvoeding gedaan, enzovoort.
De echte vormingsavonden, waarin bijvoorbeeld de protocollen van de Erfurter Parteitag werden bestudeerd bereikten logischerwijs slechts een klein deel van de leden. De leiding van SJW kwam in handen van de theoretici Hendrik De Man en Léon Troclet. Andere betrokkenen waren Vincent Volkaert, Felix Coenen, Arthur Jauniaux en Hyppoliet Vandemeulebroecke.
Al die tijd kreeg SJW relatief weinig financiële ondersteuning van de BWP, omdat SJW in hun ogen soms te radicaal was, en naast socialisten ook (latere) communisten en anarchisten in de rangen had. De Brusselse afdeling had bijvoorbeeld een erg anarchistisch programma, gebaseerd op de leer van de Nederlander Domela Nieuwenhuis, die voorstander was van desertie.
Hoewel SJW van nature antimilitaristisch was, schaarden veel leden zich bij het uitbreken van de Eerste Wereldoorlog achter het standpunt van de BWP dat België militair verdedigd moest worden. Hendrik de Man en Hyppoliet Vandemeulebroecke namen dienst als soldaat.
Guy Vanschoenbeeck, wetenschappelijk medewerker van het Amsab-Instituut voor Sociale Geschiedenis, verklaart deze discrepantie enerzijds omdat de SJW-leden meegingen in het patriottisme, maar stelt dat achterliggend ook de Duitse politieke situatie een rol speelde. Het socialisme was relatief zwak, en de strijd tegen de Duitsers werd ook gezien als een strijd tegen de autocratische Duitse regering, waarbij een overwinning in de oorlog de poort zou openzetten naar een socialer Duitsland.

## Tijdens de Eerste Wereldoorlog
Enkele SJW-afdelingen bleven het pacifisme trouw en weigerden mee te vechten. Deze kringen bleven tijdens de oorlog in het geheim samenkomen. Op 14 januari 1917 stemde de Gentse afdeling een motie, waarin ze opriepen tot een ‘vredesbeweging aller landen’. Dit leidde tot ruzie met het bestuur van de BWP en Edward Anseele liet de Gentse afdeling opdoeken. De groep bleef echter bestaan en gaf het blad Roode Jeugd uit. Op 7 juni 1917 stuurde ze 'ter kennisgeving' een exemplaar van haar "Manifest aan de Arbeiders" aan Camille Huysmans. In het pamflet werd verwezen naar verschillende buitenlandse vredesinitiatieven.
In Antwerpen organiseerde Jef Van Extergem in september 1916 in de Socialistische Volkshogeschool een voordracht van
de activist Anton Jacob. In december 1916 stemden deze afdeling een motie waarin gekozen werd voor activisme, wat leidde tot een conflict met het lokale BWP-bestuur.
Hieropvolgend richtte Van Extergem in januari 1917 de Vlaamsche Sociaaldemocratische Arbeidersgemeenschap op, die het blad De Socialistische Vlaming uitgaf. De Antwerpse groep was, in tegenstelling tot de afdeling in Gent, voorstander van de splitsing van België. In 1918 werd een manifest gepubliceerd waarin werd opgeroepen tot een Vlaamse Republiek. Omwille van zijn activisme zou Van Extergem na de oorlog veroordeeld worden tot een gevangenisstraf. Hij belandde uiteindelijk bij de communistische partij.

## Interbellum
Na de oorlog werd de interne verdeeldheid binnen de SJW nog meer uitgesproken. Door het succes van de Russische Revolutie ontstonden binnen de SJW communistische groeperingen, de Roode Jeugd-strekking.
Op haar congres van 8 en 9 juni 1919 behaalde de Roode Jeugd-strekking de meerderheid. Zij betoonde steun aan de Russische en Hongaarse revolutie, en ijverde voor een meer autonome opstellingen tegenover de BWP. Een maand later raakte deze fractie haar meerderheid alweer kwijt, en op een buitengewoon congres in maart 1920 werd nogmaals gekozen voor een traditioneel socialisme.
Hierop scheurden een aantal groepen zich af van de SJW, onder meer in Brussel onder leiding van War Van Overstraeten. Deze fractie richtte de  fusioneerde met Les Amis de l’Exploité van Joseph Jacquemotte, wat het begin was van de Kommunistische Partij van België.
Uit angst voor meer afscheuringen gaf de BWP hierna de SJW veel minder autonomie. In 1922 werd de eerste koepel van socialistische jeugdverenigingen opgericht : de Centrale Jeugdraad waar naast de SJW ook de Federatie der Lichamelijke en Zedelijke Opvoeding deel van uitmaakte.  De SJW kreeg de kans zich verder uit te bouwen met kindergroepen, sportafdelingen, turngroepen toneel- en zangverenigingen.Hierdoor nam het ledenaantal sterk toe, met meer dan 20.000 leden in 1923, waarvan echter maar een kwart in Vlaanderen, voornamelijk in de provincie Oost-Vlaanderen.
SJW bleef in deze periode actief in de strijd tegen het militarisme en eiste op korte termijn de verkorting van de dienstplicht en op lange termijn de hervorming van het leger tot een volksleger. Op 16 oktober 1921 vond te La Louvière een manifestatie plaats waarin een verkorting werd geëist van de dienstplicht tot 6 maanden. De betoging gebruikte hierbij een embleem met een gebroken geweer, een symbool dat gebruikt zou worden tot aan de Tweede Wereldoorlog.
Socialistisch voorman en toenmalig minister Edward Anseele nam deel aan de manifestatie te La Louvière, waarop de liberalen zijn ontslag eisten, wat uiteindelijke leidde tot de val van de regering nadat alle socialistische ministers hun ambt hadden neergelegd, waarna de BWP voor vier jaar in de oppositie belandde.
In 1925, toen de socialisten terug in de regering kwamen, kwam het tot de volgende botsing tussen BWP en SJW, nadat de BWP om strategische redenen het voorstel weigerde van de communistische Partij om de dienstplicht te verkorten tot zes maanden.
Dit standpunt van de BWP leidde tot oppositie binnen de SJW, onder leiding van Xavier Relecom, voorzitter van de afdeling in Schaarbeek, die steun kreeg van de hele Brusselse federatie.
Het ledenaantal liep in die periode sterk terug. Naast de ideologische strubbelingen speelde vermoedelijk ook de opkomst van de arbeidersjeugdgroepen, die meer een culturele beweging waren, een rol. Deze arbeidersjeugdgroepen, geïnspireerd door onder meer de Nederlandse Arbeiders Jeugd Centrale ontstonden los van BWP en hielden zich bezig met volksdans, lezingen, gedichten en wandeltochten. Veel van deze groepen ontstonden als afscheuringen van de SJW, omdat niet alle leden enkel maar met politiek bezig wilden zijn.
Op nationaal niveau sloten de enkele Arbeidersjeugdgroepen zich aan bij de Nationale Federatie van de Socialistische Jonge Wachten. Dit leidde tot strubbelingen tussen de Jonge Wachten, die duidelijk politiek geïnspireerd wilden blijven.
In 1927 werd Oscar De Swaef, afkomstig van de Arbeidersjeugd, verkozen tot Vlaams voorzitter, waarmee de 'culturele' pool de bovenhand haalde. In 1928 werd hierop de Vlaamse Bond van de Socialistische Jonge Wacht omgevormd tot het Arbeiders Jeugd Verbond, die zich afsplitste van de Nationale Federatie van de Socialistische Jonge Wacht en zich als aparte vereniging aansloot bij de opvolger van de Centrale Jeugdraad, de Socialistische Jeugdcentrale. Er bleven in Vlaanderen echter nog enkele kernen van Jonge Wachten die de omschakeling verwierpen, en lid bleven van de NAtionale Federatie.
De opkomst van Adolf Hitler zorgde ervoor dat er terug meer interesse ontstond in politiek, waardoor de ledenaantallen van de SJW terug groeiden. De Grote Depressie en de hieruit volgende moeilijke economische situatie zorgde ervoor dat er aan de linkerzijde bij sommigen terug bijval ontstond voor het idee van één groot links front, bestaande uit socialisten en communisten.
Hierdoor werden in 1934 een veertigtal trotskisten lid van de SJW en later zouden verschillende SJW-afdelingen samensmelten met afdelingen van communistische jeugdbewegingen, voornamelijk in Wallonië. In Vlaanderen gebeurde dit enkel in Aalst en Gent. Dit zorgde voor een ruk naar links binnen de SJW, een houding die verder werd gevoed door de sentimenten die ontstonden door de Spaanse Burgeroorlog. Een aantal Jonge Wachters trokken naar Spanje om mee te vechten met de Internationale Brigades.
De ruk naar links vernieuwde de spanningen met de BWP, die in 1937 de verschillende socialistische jeugdbewegingen, waaronder SJW, onderbracht in de Socialistische Arbeidersjeugd Vlaanderen (SAV). Hierdoor ontstond volgende situatie: tot 16 jaar waren leden automatisch lid van de Rode Valken, nadien moest gekozen worden tussen SJW, de Socialistische Studenten of de Syndicale Jeugd (die laatste was geen onderdeel van de SAV). de Algemene Raad van de BWP besliste daarenboven op 25 augustus 1937 dat “de hoedanigheid van de Socialistische Jonge Wacht onverenigbaar was met het lidmaatschap van om het even welke andere partij dan de BWP”, waarmee de SJW volledig werd ingekapseld binnen de partij.
Tijdens de Tweede Wereldoorlog trachtten de nazi's een fascistische eenheidsjeugdbeweging op te richten. SAV-afdelingen die zich hier niet bij aansloten werden verboden. De meeste afdelingen ontbonden zich spontaan, en de officiële ontbinding van de Socialistische Jonge Wacht vond plaats in oktober 1940.

## Na de Tweede Wereldoorlog
Na de oorlog ontstonden nieuwe kringen van de SJW, die echter geen officieel jeugdorgaan meer was van de Belgische Socialistische Partij, maar er wel structureel mee bleef samenwerken tot 1964, toen na een nieuw conflict met de partijleiding gekozen werd voor een autonomere koers. In diezelfde periode werd de trotskistische fractie uit de Belgische Socialistische Partij gezet.
In de periode 1964-1969 zocht de SJW naar de nieuw te volgen strategie. De SJW verliet het idee van het entrisme (het zich inbedden binnen bestaande bewegingen met het doel van binnenuit verandering te bewerkstelligen) en koos voor verandering door revolutie. In 1969 koos de SJW definitief voor een trotskistische koers.
De SJW was in die periode voornamelijk actief aan verschillende universiteiten, en had enkele honderden leden. Vanuit de idee zich om te vormen van een studentenorganisatie naar een voorhoedebeweging startte de Gentse afdeling, met leden als François Vercammen en Eric Corijn in 1971 de Revolutionaire Arbeidersliga, de latere Socialistische Arbeiders Partij, die een fusie was van SJW met de Parti Wallon des Travailleurs en de Union de la Gauche Socialiste. Hierna werd de SJW de facto de jeugdvereniging van deze nieuwe partij.